# 지쿠고시
지쿠고시(일본어: 筑後市)는 일본 후쿠오카현 남부 지쿠고 평야에 있는 전원 도시이다. 후쿠오카시에서 규슈 여객철도 가고시마 본선으로 약 40분, 자동차로 약 1시간 거리에 있다.

## 지리
길이는 동서로 7.5km, 남북으로 8.2km이며 면적은 41.85km2이다.

## 인접 자치체
- 구루메시·야나가와시·야메시·미야마시
- 미즈마군 오키정·야메군 히로카와정

## 역사
- 1889년 - 정촌제 시행으로 하이누즈카촌, 미즈타촌, 시모쓰마촌, 후타가와촌, 후루카와촌이 성립하였다.
- 1908년 - 미즈타촌, 시모쓰마촌, 후타가와촌이 합병해 미즈타촌이 되었다.
- 1925년 - 하이누즈카촌이 정으로 승격해 하이누즈카정이 되었다.
- 1954년 4월 1일 - 야메군 하이누즈카정, 미즈타촌, 후루카와촌, 오카야마촌 일부가 합병해 지쿠고시가 되었다.
- 1955년 3월 10일 - 미즈마군 니시무타정을 편입하였다.

## 교통

### 철도
- 규슈 여객철도
  - 가고시마 본선
  - 규슈 신칸센

### 도로
- 국도 제209호선
- 국도 제442호선

## 같이 보기
- 지쿠고국